# 1988年ソウルオリンピックのポルトガル選手団
1988年ソウルオリンピックのポルトガル選手団（1988ねんソウルオリンピックのポルトガルせんしゅだん）は、1988年9月17日から10月2日にかけて韓国のソウルで開催された1988年ソウルオリンピックのポルトガル選手団、およびその競技結果。

## 概要
今大会は金メダル1個、合計1個のメダルを獲得した。
陸上競技女子マラソンでロザ・モタが金メダルを獲得、冬季夏季通じポルトガル女子初の金メダリストとなった。

## メダル
| メダル | 選手名     | 競技 | 種目         |
| ------ | ---------- | ---- | ------------ |
| 金     | ロザ・モタ | 陸上 | 女子マラソン |